# Institut du droit local alsacien-mosellan
L’Institut du droit local alsacien-mosellan (IDLAM), créé en 1985 sous la forme d'une association inscrite de droit local, a pour tâche de promouvoir une connaissance plus approfondie des multiples composantes du droit local et d'apporter des réponses aux problèmes juridiques que soulève sa combinaison avec le droit général français. L'IDLAM est investi d'une mission de synthèse et d'impulsion à la disposition des administrations, des élus, des praticiens du droit et du public. Une circulaire du Premier ministre du 30 mai 1996 prescrit aux ministères concernés la consultation de l'IDLAM lors de la codification de dispositions intéressant le droit local.

## Origine
L'IDLAM est une association de droit local créée à l'initiative des autorités publiques en 1985. Sa mission a été reconnue d'utilité publique par le préfet en 1995.

## Structure
L'IDLAM est un centre de documentation qui comprend une bibliothèque de 3 000 ouvrages et un fichier documentaire de 25 000 références.
C'est également un centre de formation et d'information qui entreprend des études et recherches, organise des colloques et intervient ponctuellement auprès de divers organismes. À cette fin, il dispose d'un conseil scientifique.
L'IDLAM est enfin un éditeur qui a créé sa collection d'ouvrages, Publications de l'IDL, et édite un bulletin de liaison périodique, La Revue du droit local.

## Missions
L’Institut du droit local alsacien-mosellan est un organe technique et scientifique à la disposition des institutions et du public confrontés à ou intéressés par le droit local.
Dans le cadre de la promotion de la connaissance du droit en usage dans les trois départements concernés, il a pour missions principales l'information, la documentation, le renseignement juridique, la formation, le suivi des réformes législatives et réglementaires et la codification des textes.

## Fonctionnement
Outre le secrétaire général, l'Institut du droit local alsacien-mosellan comporte deux juristes et une secrétaire. Il est principalement sollicité par téléphone, courrier ou fax mais répond également aux demandes par courrier électronique. On peut aussi le consulter sur place, sur rendez-vous.
Au total, l'Institut du droit local alsacien-mosellan enregistre environ 200 demandes par mois, soit une moyenne de 10 par jour ouvré.